# 赤松唯
赤松 唯（あかまつ ゆい、1987年11月3日 - ）は、日本のグラビアアイドル。所属事務所はタスクオフィス。愛知県出身。グラビアアイドルの赤松恵の実妹。既婚で二児の母親。

## CD
- ふわふわレボリューション（ビーエムドットスリー／2006年9月）
- 秘密☆迷宮~ラビリンス（タスクビジュアル／2009年9月）
- もしかして恋心☆（タスクビジュアル／2009年12月）
- 届け♪ハンカチPOWER!～わたし、ハンカチ党です～（エム・スタイル／2010年8月）
- おひるねホリデイ（タスクビジュアル／2011年5月）
- マーメイド・サマー（タスクビジュアル／2011年7月）

## 舞台
- 魔道物語（劇団ぴんかぁ～べる／2010年8月）
- Birth ticket（劇団ソコソコ／2010年11月）
- Around my world～私の中の斉天大聖（GAIA_crew／2011年3月）
- ももいろナースステーション（アリスインプロジェクト／2011年5月）
- もんぞもんぞ（劇団ジャイアント・キリング／2011年9月）
- ワンダース☆インベーダー（劇団ジャイアント・キリング／2012年2月）
- アバレアン☆ナイト（太。ちょい／2012年4月）
- 不思議の国の内蔵助（太。ちょい／2012年8月）
- 夫婦Gipsプログラム（劇団ジャイアント・キリング／2012年10月）

## TV
- P-1ゴールドラッシュ（テレビ大阪／レギュラー）
- 電撃!P-CAT（テレビ愛知／レギュラー）
- ハリウッドビデオ（TV-CM出演）
- 太陽解決社（千葉テレビ）

## DVD

### イメージビデオ
- I LOVE 唯（イーネットフロンティア／2004年11月）
- ソフィア女学園〜THE MOVIE（日本メディアサプライ／2005年6月）
- コスゼリー（リイド社／2005年6月）
- コスじゅーchu（心交社／2005年10月）
- ふわふわバブル（ビーエムドットスリー／2006年2月）
- A（フォーサイド・ドット・コム／2006年5月）

### Vシネマ
- THE MOVIE ソフィア女学園
- グラビアヒロイン マリオネットソルジャー - 本城麻衣子 役
- 女戦闘員物語 ～捕らわれた少女達～ - 源若葉 役
- 女戦闘員物語 ～壊される少女達～ - 源若葉 役
- 女戦闘員物語 ～反逆する少女達～ - 源若葉 役
- 爆炎戦隊 ブレイズファイブ PINK - 五洋あすか／ブレイブピンク 役
- 爆炎戦隊 ブレイズファイブ BLUE - 五洋あすか／ブレイブピンク 役
- メイドな涼chan（レイフル／2006年1月）しほの涼と共演
- ポリスな涼chan（レイフル／2006年3月）しほの涼と共演
- ナースな涼chan（レイフル／2006年5月）しほの涼と共演、脚本を担当

## 写真集
- コスプリン（リイド社／2005年6月）
- コスみっくchu（心交社／2005年10月）

## グッズ
- ソロトレーディングカード（A&S／2005年9月）

## その他
- デススマイルズ - アーケードゲーム。AMショー2007にて、キャラクターのコスプレ姿でコンパニオンを務めた。